# 鐳女郎
鐳女郎（英語：Radium Girls）是指1917年左右，受雇於美國鐳企業、替手錶的錶面塗上可以發亮顏料（也就是鐳）、最後導致輻射中毒的工廠女工。由於這些女工都被告知這項顏料是無害的，因此，她們會用舌尖舔拭筆尖，讓畫筆可以更精製地替表面上色，有些人甚至會用將發光的顏料塗在指甲或是牙齒上。這導致這些鐳女郎都吸收致命份量的鐳。
之後，有五位鐳女郎對她們的雇主提起了訴訟，要求美國鐳企業對她們造成的職業傷害作出賠償。

## 美國鐳企業

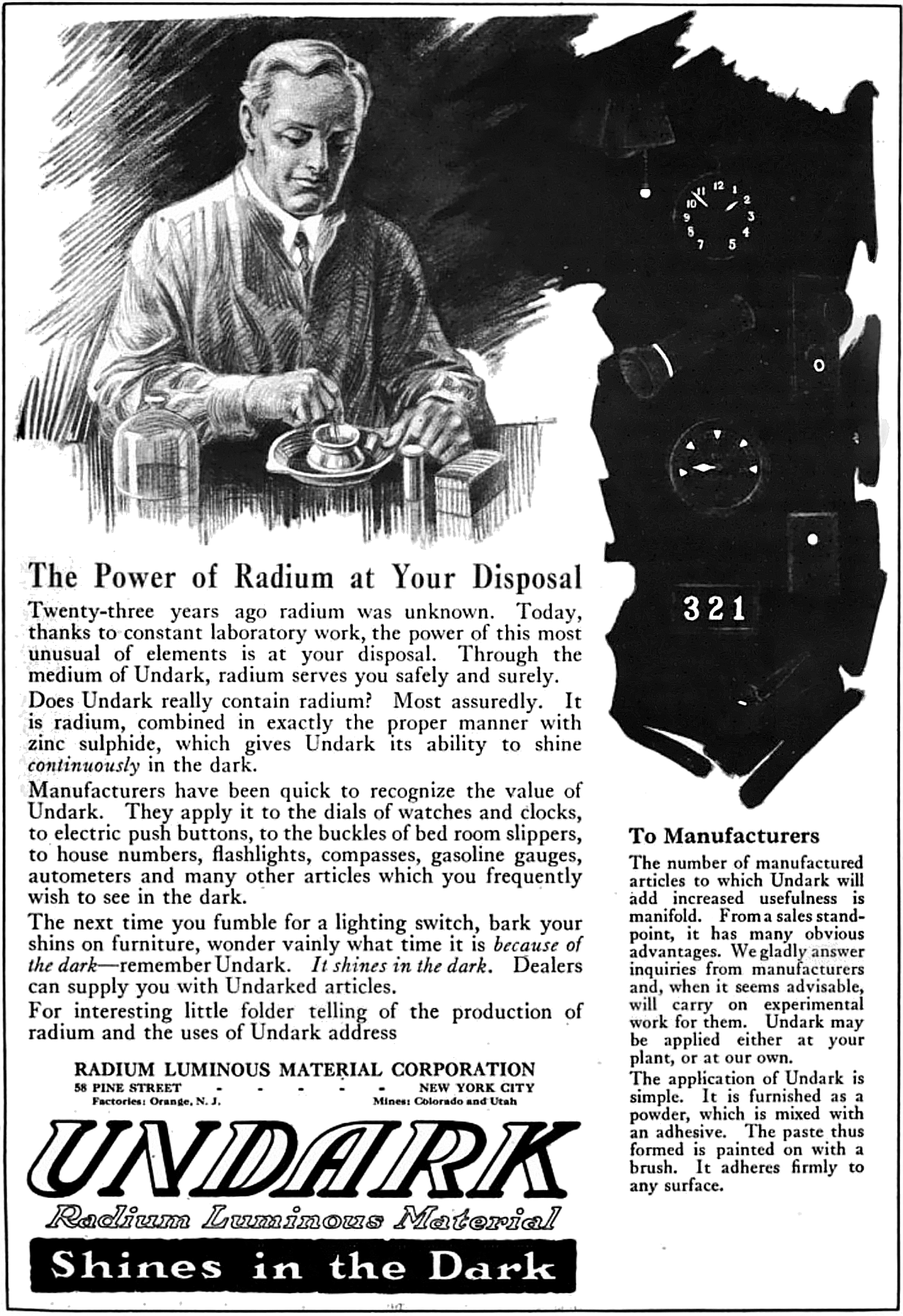
1921年Undark塗料的廣告

從1917年到1926年間，美國鐳企業（United States Radium Corporation，最初叫做鐳發光材料有限公司），主要從事從釩鉀鈾礦中進行提取和純化的事業，並以「Undark」為品牌名稱，生產發光顏料。身為一個國防工業，美國鐳企業是美國陸軍輻射發光手錶的主要供應商。它們在伊利诺伊州渥太華的工廠雇用了百名以上的工人（多半是女性），將手錶的錶面塗上亮光漆，並誤導說顏料是安全的。

### 輻射暴露
美國鐳企業雇用了約70名的女工，進行包含鐳的處理等多項工作。然而，由於雇主與企業的科學家深知鐳的負面影響，小心翼翼地避免自己暴露在輻射環境之下；工廠內的化學家，亦使用鉛防、面罩、鉗子等工具減少直接接觸。
在美加地區，估計有4000名工人被雇用來替錶面上鐳。他們需要混合黏著劑、水、以及鐳粉，並用驼毛刷將顏料塗在錶面上。而以當時的工資來計算，一天需要塗250個錶面，平均一個錶面只有1.5美分的收入（在2015年，相當於$0.277美元）。這些畫筆，在幾筆畫之後會開始變形，所以當時美國鐳企業的主管鼓勵員工用嘴唇、舌頭舔一下畫筆，以保持筆尖的細緻度。而為了好玩，也有些鐳女郎會在指甲、牙齒、或是臉上塗上這些致命的顏料。有非常多的工人因此生病，不過也無法確定而因暴露在輻射環境之下死去的人數。

### 輻射疾病
1922年1月，鐳女郎之一莫莉·瑪吉亞（Mollie Maggia）感到牙痛，她去看牙醫，牙醫表示她可能需要拔掉臼齒。幾周後她又因牙痛而回到牙醫診所，牙醫看到當時拔牙的傷口沒有一絲癒合，還在滲出鮮血和膿液。而且還有幾隻臨近的牙齒自然脫落。5月份，牙醫發現莫莉下巴處有一個快速增長的膿腫，他認爲需要做手術切除。當他打開牙齦時，骨頭看上去灰白灰白的，不太對勁，於是他用手指輕輕地碰了一下——讓他震驚和恐懼的是，整個骨頭像是壁爐中的灰燼一樣在指尖下粉碎。
牙醫沒有清除腫瘤，而是把莫莉那粉碎了的左顎清除乾淨。他當時並不知道，鐳已經刺穿了骨細胞並剝奪了鈣質，它像是一把小機關槍一樣，把骨頭內的膠原蛋白切碎，只剩下一堆骨頭碎片。那個夏天，莫莉剩下的下巴也都沒了，接着是她的內耳。
到了1922年9月，即第一次牙痛的8個月後，可憐的莫莉·瑪吉亞逝世了。腫瘤切入了她的頸靜脈，並用鮮血浸潤了她的喉嚨，使她在牀上窒息死亡。
不久之後，很多在女工開始贫血，下顎開始鬆脫壞死，現在被称作镭毒颌炎。當時認為，醫療人員使用的X光機可能讓這些身體欠佳的工人受到額外的輻射線，讓他們的健康惡化。但事後發現，這項檢查只是美國鐳企業試圖混淆視聽的詭計。而美國鐳企業和其他的手錶公司也拒絕承認這些工人的疾病是肇因於暴露在輻射之下。而很多醫生、牙醫以及研究人員也依照企業的要求，不願公布病人檢查的資料。在公司的極力主張之下，這些工人的死亡，被醫療人員引導到其他原因：如當時惡名昭彰的性傳染病梅毒，也時常被用來誹謗婦女的名聲。

## 重要性

### 歷史影響
鐳女孩的故事對於保健物理學及勞工權益領域來說，都有相當的重要性。個體勞動者起訴企業，要求虐待勞工之損害賠償的權利，也被認為是鐳女孩事件的結果。而在該事件之後，工業安全的標準大幅增進了十幾前的品質。
這項訴訟在1928年的秋天結案，在陪審團進行商議之前。結果是每位鐳女孩可以獲得$10,000美金的賠償金（相當於2015年的$138,000美金），以及每年$600美金（相當於2015年的$8300美金)的年金，直到她們死亡，同時，所有的醫療和法律訴訟支出都是由美國鐳公司支付。
這場爭訟以及引起的公眾關注，是往後建立職業傷害勞工法的因素之一。要幫錶面上鐳塗料的工人都是在有進行安全預防措施的指示，並配備了防護裝備。而鐳錶面一直到1960年後其還有在繼續使用。

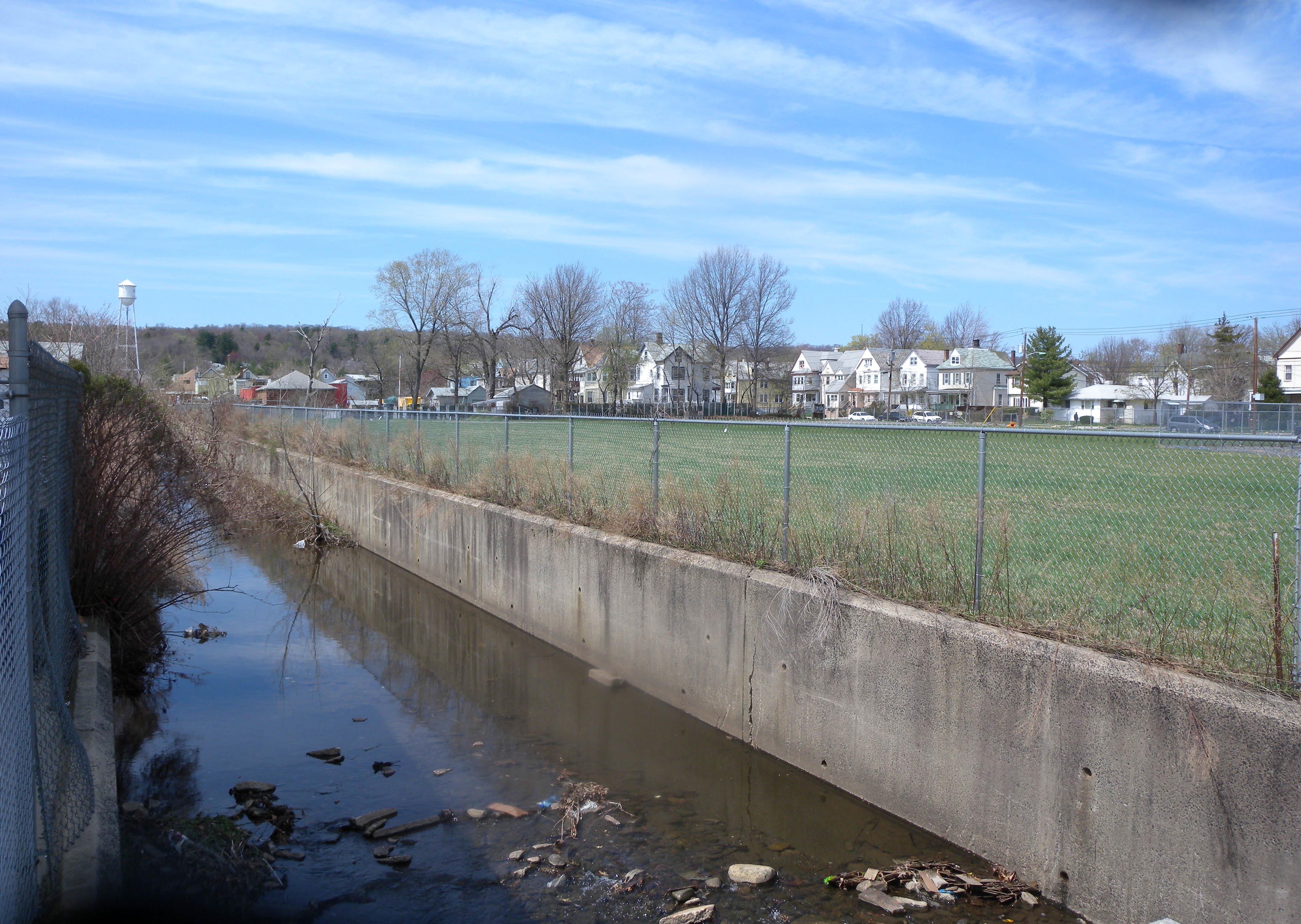
工廠的舊址

## 外部連結
- University of Medicine and Dentistry of New Jersey - 'University Libraries Special Collections: U.S. Radium Corporation, East Orange, NJ', Records, Catalog 1917-1940 (Revised, June, 2003)

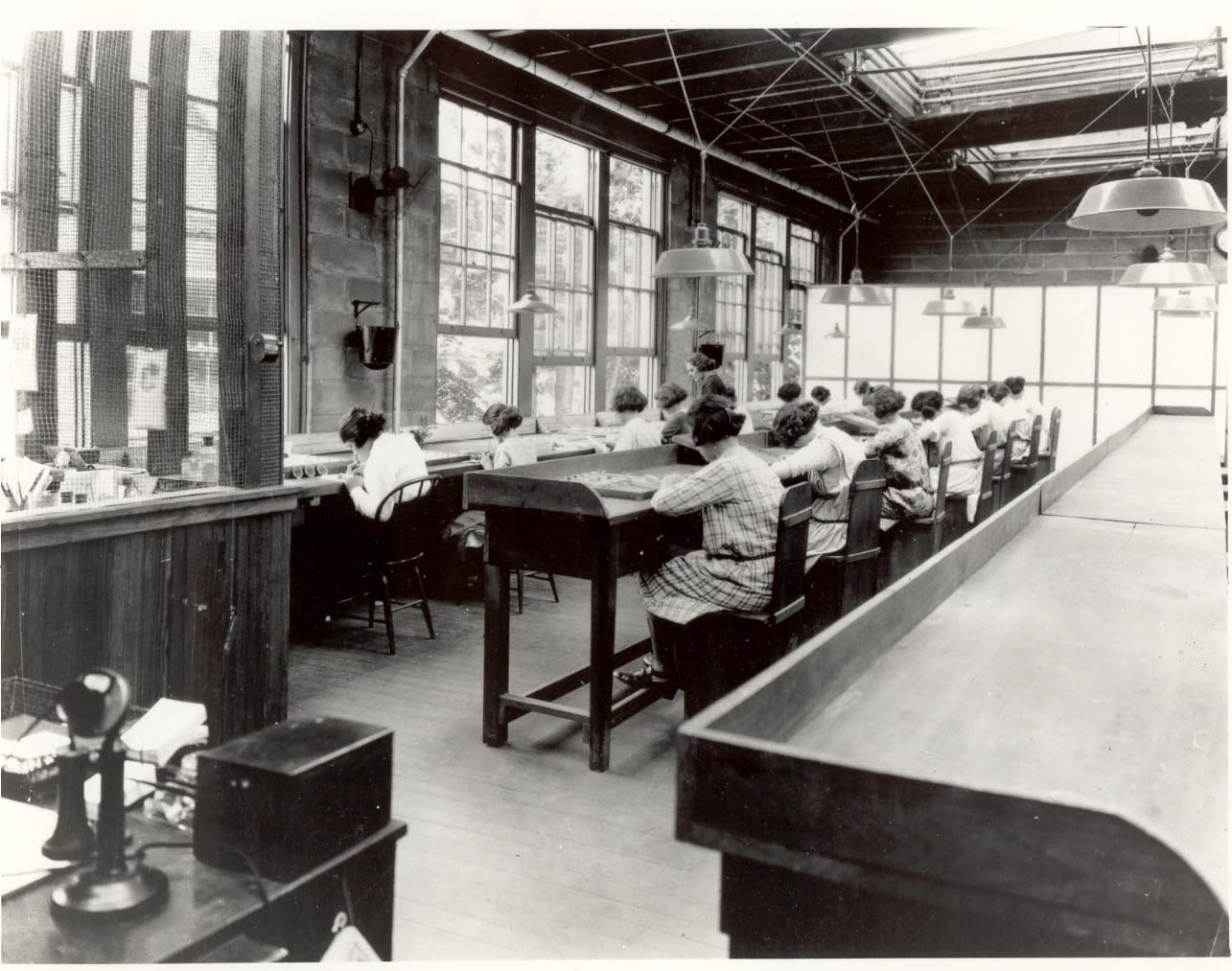
工廠中正在將手錶表面塗鐳的工人

- Undark and the Radium Girls （页面存档备份，存于）, Alan Bellows, December 28, 2006, Damn Interesting
- Radium Girls, Eleanor Swanson. copy of original
- Poison Paintbrush （页面存档备份，存于）, Time, June 4, 1928. "That the world may see streaks of light through the long hours of darkness, Orange, N. J., women hired themselves to the U. S. Radium Corporation."
- Radium Women （页面存档备份，存于）, Time, August 11, 1930. "Five young New Jersey women who were poisoned while painting luminous watch dials for U. S. Radium Corp., two years ago heard doctors pronounce their doom: one year to live."
- Mae Keane, The Last 'Radium Girl,' Dies At 107 （页面存档备份，存于）, NPR